# Clã Hineno

Mon (brasão) do Clã Hineno

O Clã Hineno (日根野市, Hineno-shi) era um clã samurai dos períodos Sengoku e Edo da história do Japão. Era originalmente nativo da Província de Mino (atual Gifu).
- Takayoshi (1539–1600). Filho de Hironari, participou da campanha contra o Clã Go-Hōjō e foi recompensado com o Domínio de Suwa (tozama, 28.000 koku) na Província de Shinano (atual Nagano).[1]
- Yoshiaki (1588-1658). Filho de Takayoshi , foi transferido em 1601 para Domínio de Mibu (19.000 koku) na Província de Shimotsuke (atual Tochigi), e em 1634 para o Domínio de Funai (20.000 koku) na Província de Bungo (atual Ōita). Ele morreu sem deixar herdeiros, e suas propriedades foram confiscadas.[1]